# Блэкрок (станция)

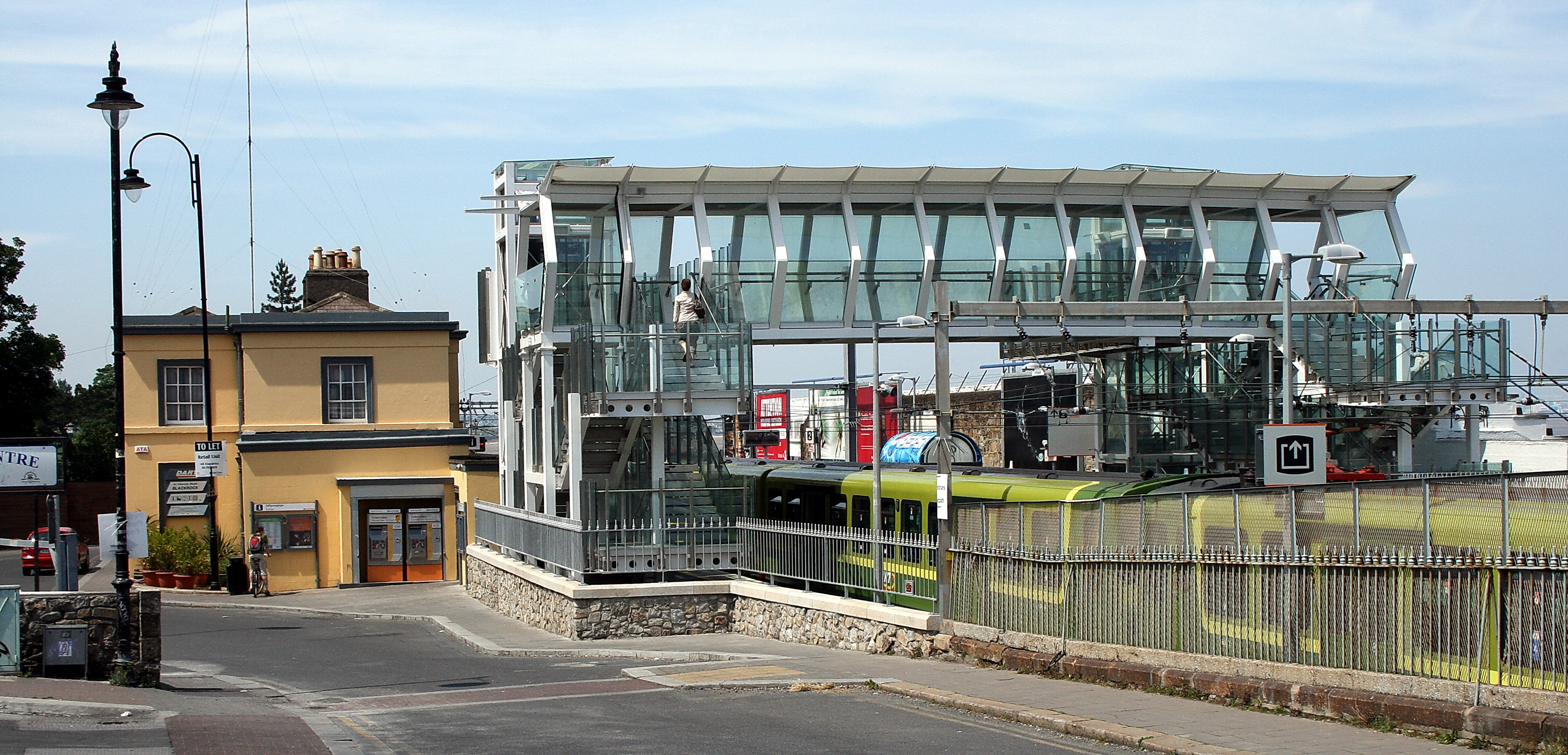

Блэкрок (ирл. An Charraig Dhubh, англ. Blackrock) — железнодорожная станция, открытая 17 декабря 1834 года и обеспечивающая транспортной связью одноимённый пригород Дублина в графстве Данлири-Рэтдаун, Республика Ирландия.

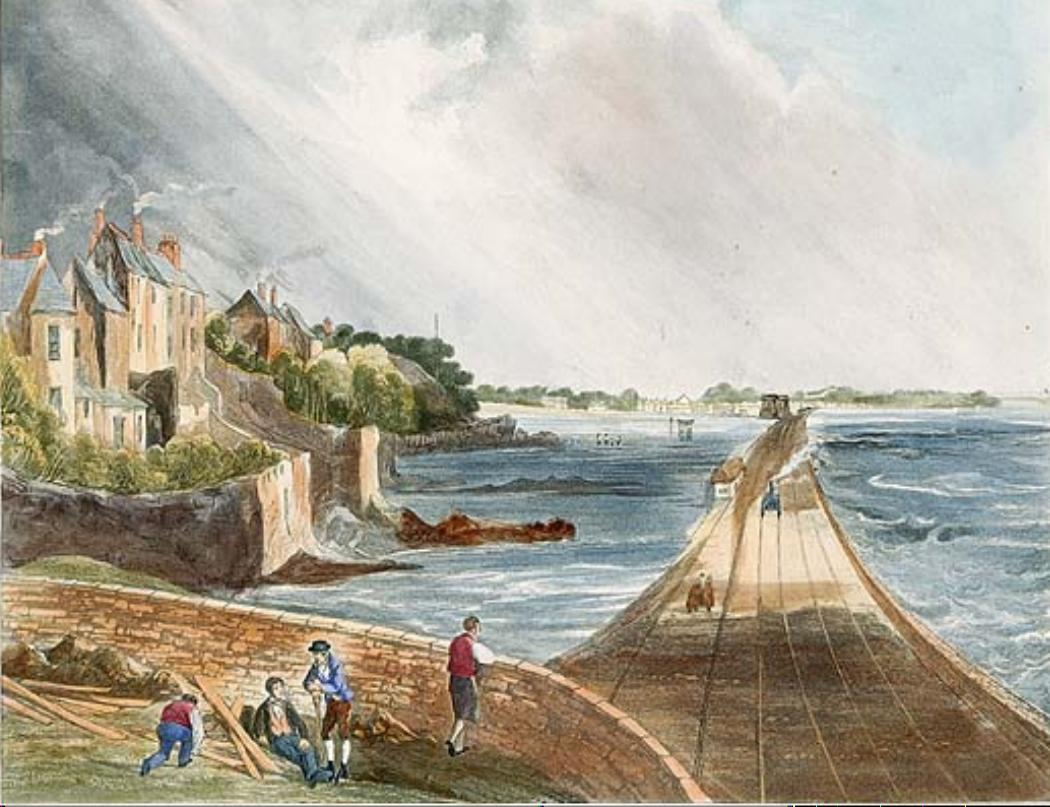
К северу от станции, дамба Меррион через Дублинский залив(1834)

### Пересадки
Рядом со станцией находится автобусная остановка, на которой можно сесть на автобусы Dublin Bus маршрутов: 17, 46e и 114.